# Radwanice (gemeente)
De gemeente Radwanice is een landgemeente in het Poolse woiwodschap Neder-Silezië, in powiat Polkowicki.
De zetel van de gemeente is in Radwanice.
Op 30 juni 2004 telde de gemeente 4342 inwoners.

## Plaatsen
- sołectwo: Buczyna, Drożów, Drożyna, Jakubów, Kłębanowice, Lipin, Łagoszów Wielki, Nowy Dwór, Nowa Kuźnia, Przesieczna, Radwanice, Sieroszowice, Strogoborzyce;

## Oppervlakte gegevens
In 2002 bedroeg de totale oppervlakte van gemeente Radwanice 83,97 km², waarvan:
- agrarisch gebied: 77%
- bossen: 14%

De gemeente beslaat 10,77% van de totale oppervlakte van de powiat.

## Demografie
Stand op 30 juni 2004:
| Omschrijving                   | Totaal | Totaal | Vrouwen | Vrouwen | Mannen | Mannen |
| ------------------------------ | ------ | ------ | ------- | ------- | ------ | ------ |
| eenheid                        | aantal | %      | aantal  | %       | aantal | %      |
| inwoners                       | 4342   | 100    | 2136    | 49,2    | 2206   | 50,8   |
| bevolkingsdichtheid (inw./km²) | 51,7   | 51,7   | 25,4    | 25,4    | 26,3   | 26,3   |

In 2002 bedroeg het gemiddelde inkomen per inwoner 1563,56 zł.

## Aangrenzende gemeenten
Chocianów, Gaworzyce, Jerzmanowa, Polkowice, Przemków, Żukowice